# بشير البرغوثي
بشير البرغوثي (1931-2000) هو صحفي فلسطيني وزعيم شيوعي. ولد البرغوثي في قرية دير غسانة في محافظة رام الله. حصل على درجة البكالوريوس في اقتصاد من الجامعة الأمريكية في القاهرة في عام 1956.

## في الأردن
عاش في المنفى في الأردن، وأسس صحيفة الجماهير العصب الرئيسي في الحزب الشيوعي الأردني وانضم إلى الاتحاد العام لطلبة فلسطين. في عام 1957 تم إغلاق الصحيفة من قبل السلطات الأردنية واِعتقل البرغوثي في سجن الجفر. وعندما أُفرج عنه في عام 1965، رُفض الترخيص الصحفي من قبل الحكومة الأردنية، لكنه استمر في الكتابة تحت اسم مستعار. بعد عام 1967 قال أنه يعارض حق الملك حسين عاهل الأردن في أن يتكلم نيابة عن الفلسطينيين.

## في فلسطين
في عام 1974 عاد إلى الضفة الغربية عبر لم شمل الأسرة، وأصبح شخصية بارزة في الحزب الشيوعي هناك. أسس صحيفة الفجر، التي تولى تحريرها في الفترة 1975-1977. في فبراير 1977 كان هناك خلاف سياسي بينه وبين حركة فتح، وترك البرغوثي رئاسة تحرير الفجر في فبراير 1978 وأسس صحيفة الطليعة في القدس.
وضع البرغوثي في الإقامة الجبرية في منزله من قبل الإسرائيليين من أغسطس 1980-1982. في عام 1982 تم تحويل فروع JCP في الضفة الغربية إلى حزب، وأصبح البرغوثي الأمين العام لحزب المؤتمر الشعبي.[بحاجة لمصدر]
في عام 1987، بعد أن انضم حزب المؤتمر الشعبي إلى منظمة التحرير الفلسطينية، أُدخل البرغوثي في اللجنة التنفيذية لمنظمة التحرير. وكان البرغوثي شخصية مهمة خلال الانتفاضة الأولى، وقال أنه شكل أول لجنة شعبية. كان قادراً على وضع اتفاق بين حركتي فتح والجبهة الشعبية. وكان شخصية رئيسية في عملية أوسلو للسلام.
في يونيو 1996 تم تعيينه وزيرًا للصناعة في أول حكومة للسطلة الوطنية. في عام 1997 تعرض لسكتة دماغية حادة.

## وفاته
توفي البرغوثي في 9 سبتمبر 2000.